# Ferentinae Lucus
Lucus Ferentinum fou el lloc de reunió de les ciutats de la Lliga llatina. És esmentada per Livi ja durant l'intent de Turnus Herdonius d'enderrocar al rei romà Tarquí el Superb i de nou altres vegades més tard. Cinci diu que les assemblees de la lliga es van fer de manera regular fins al 340 aC. Hi havia una deu d'on sorgia el naixement del rierol Aqua Ferentina. El lloc ha estat fixat prop de l'actual Marino on hi ha una abundant font que dona naixement al rierol conegut avui per Marrana del Pantano; la vall on es troba la font es diu actualment Parco di Colonna.
No s'ha de confondre el Lucus Ferentinum amb Ferentínum, una ciutat dels hèrnics a 77 km de Roma.

## Etimologia
La primera paraula, lucus, volia dir en llatí un «espai sagrat dins d'un bosc». Les tribus llatines pensaven que alguns llocs dels boscos estaven protegits pels déus que els habitaven, per tant era un bon lloc per fer-hi reunions serioses, ja que el que s'acordava allà quedava sota el testimoni sagrat dels déus. En el cas d'aquest lucus es deia que estava habitat per la deessa o nimfa Ferentina, una de les divinitats conegudes com a indígets, venerada com a divinitat de l'aigua i de la fertilitat. La paraula Ferentina deriva del verb llatí ferō que té entre altres significats «emetre, suportar», i això fa que s'hagi interpretat el nom d'aquesta deessa com «la qui suporta els dolors del part» i el seu bosc Feretium «el bosc fèrtil».

## Història
Si bé els documents comencen a esmentar Lucus Ferentinum a partir de la destrucció d'Alba Longa, l'historiador i arqueòleg Girolamo Torquati va suggerir que podria haver estat el fòrum de l'antiga capital dels llatins.L'arqueòleg Antonio Nibby, va proposar basant-se en la descripció sobre Alba Longa feta per Dionís d'Halicarnàs de situar el lloc a la banda oriental del llac Albano, als peus del Mont Cavo.
El lucus Ferentinum podria haver estat als afores de la ciutat, però suficientment a prop per poder ser el seu fòrum. El costum de fer un fòrum a l'exterior de la ciutat també s'ha trobat en altres poblacions itàliques, segons s'ha vist en estudis arqueològics. Actualment una de les opinions més acceptades és la que situa l'antiga Alba Longa al costat sud del llac, entre el turó dels Caputxins (Colle dei Cappuccini), a prop del municipi Albano Laziale i del convent de Santa Maria ad Nives di Palazzolo que pertany al municipi de Rocca di Papa.
La primera ocasió en què el Lucus Ferentinum és esmentat pels historiadors antics és amb relació a una reunió convocada l'any 651 aC pels delegats de la Lliga Llatina amb motiu de discutir sobre el creixent poder de Tarquini el Superb. El primer dia de la reunió, estant absent Tarquini, el delegat d'Arícia, anomenat Turnus Herdonius, va fer un violent discurs contra el sobirà romà qui, en arribar no s'ho va pensar gaire de castigar-lo llançant-lo des de dalt d'una penya que hi havia a la vora d'un torrent conegut amb el nom de Caput Aquae Ferentinum i com que no va morir de la caiguda va ordenar als seus esclaus lapidar-lo.
Al mateix Lucus Ferentinum van haver altres reunions de la Lliga Llatina: l'any 500 aC, el 499 aC, el 498 aC, el 488 aC i el 347 aC.
Es diu també que, per foragitar una plaga que assotava els habitants de Roma, el rei Titus Taci va anar a oferir rituals expiatoris al Lucus Ferentium.

## Estudis arqueològics
En un indret de Marino (municipi d'Itàlia), anomenat Prato della Corte, es van trobar algunes restes arqueològiques mentre es llaurava la zona per plantar vinyes al segle XVIII: una col·lecció de bustos de terracota, que fou en part destruïda i en part venuda als descobridors, i una sèrie de locals enguixats, que Girolamo Torquati ha proposat que devien ser habitacions per als delegats de la lliga llatina. També es va trobar peces de l'ornament d'una font, probablement un punt d'arribada d'un aqüeducte que hi ha a prop, el Pozzo Calvino, al municipi de Grottaferrata. A més, es van descobrir les restes d'una vil·la romana d'època imperial segons sembla pertanyent a membres de la gens Servília. Al nord-est de l'esplanada identificada amb el jaciment arqueològic es van trobar fíbules de metall i olles de terrissa.
L'anàlisi arqueològic i topogràfic realitzat a Cecchina va concloure que el lloc havia estat habitat amb continuïtat des de l'edat del bronze fins a l'època republicana; això juntament amb la informació procedent de les fonts literàries ha permès identificar el lloc amb l'antic Ferentium. Al segle xx unes excavacions (a la Via Perlatura) van posar al descobert una antiga ciutadella i una necròpoli (a la Via Lazio). A les tombes s'hi van trobar uns 20 esquelets apilats junts i mancats dels cranis, els quals estaven en una fossa circular a banda; un clar senyal de mort per execució. A poca distància es troba l'emissari que porta aigua des del llac de Nemi fins a Cecchina, on s'ha identificat el Caput aquae Ferentinae reportat pels historiadors antics. Finalment, el famós temple de la Vall Arícia, que es troba immediatament per sota de la carena de tuf, a la banda a Cecchina, on s'havien trobat dos segles abans les estàtues de terracota de tres deïtats femenines (Ceres, Prosèrpina i Ferentina) avui al Museo delle Terme, a Roma.
A principis del 2008, un jove investigador i estudiós d'arqueologia, Christian Mauri, va proposar situar exactament a Cecchina Albano Laziale el lloc de l'antiga Lucus Ferentinae, com a conclusió a tota la informació recollida.